# Mauro Staraj
Mauro Staraj (Rijeka, 7. prosinca 1983.) hrvatski skladatelj, tekstopisac i pjevač.

## Životopis
Svira nekoliko instrumenata i glavni je vokal grupe La Banda. 

## Glazbena karijera
Na glazbenoj sceni pojavio se još kao dječak u bandu Faloti koji su uspješno djelovali i osvajali razne nagrade i priznanja. Sljedećih desetak godina, do 2012. pjeva i svira u popularnoj grupi Koktelsi. Autor je gotovo svih pjesama grupe, a ujedno i glavni vokal grupe. 
Nakon izlaska iz grupe Koktelsi, 2013. započinje solističku karijeru te okuplja grupu La Banda s kojom trenutno djeluje, najviše na području Istre i Kvarnera te Slovenije. 
Osim nastupa u navedenim grupama, Mauro je vodio različite manifestacije, priredbe i zabavne programe. Povremeno objavljuje kolumne, piše za web portale i pojavljuje se kao glumac. 
Čest je sudionik na različitim humanitarnih koncertima. 
Dobitnik je mnogih priznanja i nagrada.

## Bendovi u kojima je djelovao
- "Mauro Staraj i La Banda" direktor, glavni vokal, harmonika (2013.-danas)
- "Koktelsi" glavni vokal, harmonika (2003. – 2012.)
- "Faloti" glavni vokal, klavijature (1996. – 2002.)

## Ostalo
- "Co mi, co ti" kao Valter Tic (2008.)

## Vanjske poveznice
- Mauro Staraj  Arhivirana inačica izvorne stranice od 2. veljače 2016. (Wayback Machine)